# Urawa-ku (Saitama)
Urawa-ku (jap. 浦和区) ist ein Stadtbezirk (ku) der japanischen Stadt Saitama. Urawa liegt am Fluss Arakawa in der Nähe von Tokio, wo auch ein Großteil der Einwohner arbeitet.
Wirtschaftlich bedeutsam in Urawa ist die Textilindustrie. 
In Deutschland ist Urawa hauptsächlich durch die Urawa Red Diamonds bekannt. Bei dem Fußballclub aus der japanischen J. League, Vizemeister von 2004 und 2005, standen schon viele Deutsche als Spieler oder Trainer unter Vertrag, zum Beispiel Guido Buchwald oder Holger Osieck.

## Geschichte
Als eigenständige Stadt mit über 500.000 Einwohnern war die Stadt Urawa bis 2001 der Verwaltungssitz der Präfektur Saitama auf Honshū, der Hauptinsel von Japan. Am 1. Mai 2001 wurde Urawa als Stadt (Shi) aufgelöst und mit Ōmiya, Yono und Iwatsuki zur neuen Präfekturhauptstadt Saitama zusammengelegt, in der die ehemalige Stadt Urawa die südlichen Stadtbezirke Sakura (‚Kirsche‘), Urawa, Minami (‚Süden‘) und Midori (‚grün‘) bildet.
Der Bezirk Urawa entstand 2003 bei der Ernennung der Stadt Saitama zur designierten Großstadt.

## Verkehr

### Straße
- Nationalstraße 17 nach Tōkyō oder Niigata
- Tōhoku-Autobahn nach Aomori
- Nakasendō

### Zug
- JR Takasaki-Linie, Bahnhof Urawa, nach Ueno (Tokio) oder Takasaki
- JR Utsunomiya-Linie, Bahnhof Urawa, nach Utsunomiya und Aomori
- JR Keihin-Tōhoku-Linie, Bahnhof Urawa, nach Yokohama
- JR Saikyō-Linie
- JR Musashino-Linie nach Funabashi und Fuchu